# 동거
동거(同居, 영어: cohabitation)는 결혼하지 않은 사람들, 보통 부부들이 함께 생활하는 것이다. 그들은 종종 장기간 혹은 영구적인 기반에서 로맨틱하거나 성적으로 친밀한 관계를 맺는다. 20세기 후반 이후 서구 국가들에서 이러한 합의가 점차 보편화되었으며, 특히 결혼, 성 역할 및 종교와 관련된 사회적 관점의 변화에 의해 주도되었다.
더 넓게는, 동거라는 용어는 어떤 수의 사람들이 함께 사는 것을 의미할 수 있다. 넓은 의미에서 "동거"는 "공존"을 의미한다. 이 용어의 기원은 16세기 중반 라틴어 공동 서식지에서 비롯되었으며,  '함께' + '살다'에서 유래했다.

## 같이 보기
- 결혼
- 사실혼
- 자유 연애